# Ghetto de Rome
Le ghetto de Rome, en italien : Ghetto di Roma, est un ghetto imposé aux Juifs : le 14 juillet 1555, le pape Paul IV publie sa bulle, Cum nimis absurdum, dans laquelle il impose des restrictions religieuses et économiques aux Juifs et créé le ghetto, qui continue d'exister jusqu'en 1870. Il est créé dans le rione Sant'Angelo à Rome en Italie et se situe à proximité du Tibre et du théâtre de Marcellus. À l'exception de brèves périodes sous Napoléon Ier, de 1808 à 1815 et durant les républiques romaines de 1798 à 1799 et de 1849, le ghetto de Rome est contrôlé par la papauté. Il est fermé à l'occasion de la prise de Rome en 1870.

## Création
En 1516, le premier ghetto est créé : il s'agit du ghetto de Venise, dont le nom provient d'un quartier de Cannaregio, divisé en deux : Ghetto Nuovo et Ghetto Vecchio (en français : Ghetto nouveau et Ghetto ancien). Les Juifs sont contraints d'y vivre durant la république de Venise.
Le 14 juillet 1555, le pape Paul IV, dans sa bulle Cum nimis absurdum, révoque tous les droits concédés aux Juifs et ordonne la création du ghetto, exigeant que les Juifs de Rome y soient regroupés : ils forment pourtant une communauté depuis bien avant l'ère chrétienne et compte environ 2 000 personnes. Le quartier ainsi créé s'appelle serraglio degli ebrei : le rione de Sant'Angelo est choisi, car depuis l'Antiquité, la communauté juive vit dans la région de l'Aventin et, surtout, dans le Trastevere dont ils constituent la majorité de la population.
Le ghetto est un quartier clos, avec des portes verrouillées la nuit. Le mur est construit sous la direction de l'architecte Giovanni Sallustio Peruzzi. Le coût de la construction du mur est de 300 écus pontificaux, devant être payés par la communauté juive. Le quartier de Rome, choisi pour le ghetto, est l'un des quartiers les plus indésirables de la ville, sujet à de fréquentes inondations causées par le Tibre, mais où les Juifs représentent déjà 80 % de la population.
Lors de sa fondation, le quartier forme un trapèze dont les bases (parallèles au fleuve) mesurent respectivement 270 mètres (près du Tibre) et 180 mètres et dont les côtés sont d'environ 150 mètres de long. L'enceinte démarre à partir du pont Fabricius pour atteindre le portique d'Octavie. De là, elle longe l'actuelle via del Portico d'Ottavia, sans englober l'ancien marché au poisson (en italien : La Pescheria). À la piazza Giudea, qu'elle coupe en deux, elle bifurque à nouveau le long de Vicolo Cenci, l'actuelle via del Progresso, jusqu'à atteindre à nouveau le Tibre.
Le 6 octobre 1586, le pape Sixte V, par le motu proprio Christiana pietas, le pape Sixte V révoque certaines restrictions imposées aux Juifs et permet une petite expansion du quartier qui atteint trois hectares. Sous le pontificat de Sixte V, fin 1580, environ 3 500 habitants vivent dans le ghetto, dans des conditions inhumaines.

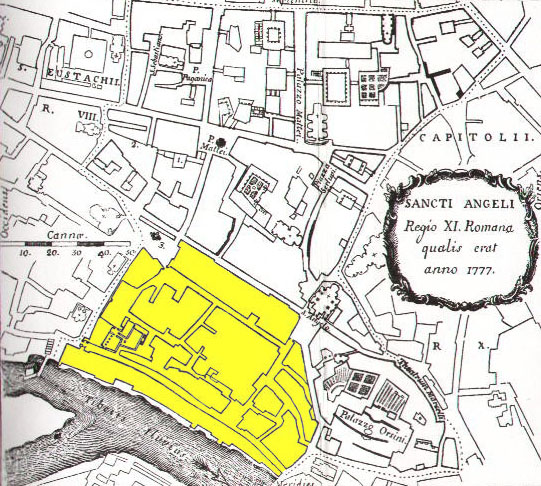
Carte du rione Sant'Angelo en 1777 : le ghetto est coloré en jaune.

La bulle pontificale révoque également tous les droits de la communauté juive et leur impose une variété de nouvelles restrictions telles que l'interdiction de propriété, celle de pratiquer la médecine sur les chrétiens et les sermons catholiques obligatoires lors du Chabbat.
Le ghetto est bien accueilli, par certains Juifs qui pensent que ces murs protègeraient la petite communauté juive d'éventuelles attaques par des foules chrétiennes, mais aussi qu'il leur permet d'exercer leurs coutumes religieuses sans interférence. Les Juifs ne sont pas autorisés à posséder de biens, même dans le ghetto. Les propriétaires chrétiens des maisons du ghetto peuvent garder leurs biens, mais en raison du jus cazachà, le droit de possession, ils ne peuvent ni expulser les Juifs, ni augmenter leurs loyers.
Des portes sont ajoutées au fil des agrandissements successifs du ghetto. Au début, l'enceinte n'avait que deux portes. Elles passent à trois, au cours du XVIe siècle, à cinq sous le règne de Sixte V et enfin à huit au cours du XIXe siècle. Les portes sont ouvertes à l'aube et fermées tous les soirs, une heure après le coucher du soleil, de novembre à Pâques et deux heures, le reste du temps. La zone ne contient guère de bâtiments remarquables. Toutes les églises qui se trouvent dans le ghetto ont été désacralisées et démolies peu après sa construction.
Comme les autres ghettos italiens, celui de Rome ne s'appelait pas ainsi, initialement : il est cité diversement dans les documents italien : serraglio degli Ebrei ou claustro degli Ebrei, c'est-à-dire enceinte des Juifs. Diverses formes du mot « ghetto » entrent en usage, à la fin du XVIe siècle. L'usage moderne juif romain est ghétte.

## Vie dans le ghetto

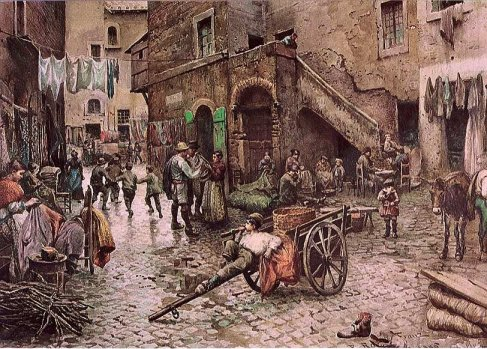
Vicolo Capocciuto d'Ettore Roesler Franz.

La vie dans le ghetto romain est d'une pauvreté écrasante, en raison des restrictions sévères imposées aux Juifs. Ils ne peuvent exercer que des emplois non qualifiés, comme chiffonniers, brocanteurs, ou poissonniers. Ils sont autorisés à être prêteurs sur gage, ce qui est interdit aux chrétiens.
Dans les jeux de loterie, ils sont autorisés à parier uniquement sur les premiers nombres, de 1 à 30, tous appartenant à la même dizaine. En cas de tirage de cinq de ces numéros, les Romains disent que ce jour-là, dans le ghetto, se déroule une grande fête.
Quand les Juifs sortent du ghetto, les hommes doivent porter une casquette jaune, le sciamanno, et les femmes un voile jaune, de la même couleur que celui porté par les prostituées. Pendant les fêtes, ils doivent amuser les chrétiens, en concurrence entre eux dans des jeux humiliants. Ils doivent courir nus, avec une corde autour du cou, ou les jambes enfermées dans des sacs. Parfois, ils sont également montés par des soldats. Michel de Montaigne voyageant en Italie en 1581 note dans ses Essais qu'ont lieu lors du carnaval de Rome, des « courses où concourent, poussés par des soldats à cheval, buffles, ânes, enfants, Juifs, vieillards et estropiés de toutes sortes ».
Les Juifs doivent demander, chaque année, la permission d'y vivre. Ils paient une taxe annuelle pour ce privilège. Les Juifs de Rome sont tenus annuellement de jurer fidélité au pape, à l'arc de Titus, qui célèbre le siège de Jérusalem (en 70), lors de la première Guerre judéo-romaine. Chaque année, au Campidoglio, le rabbin doit rendre hommage au chef des conseillers municipaux (Caporione). En échange, il reçoit de la part de ce dernier, un coup de pied aux fesses. Cette « cérémonie » signifie que la communauté juive est autorisée à rester un an de plus à Rome.
Chaque samedi, la communauté juive est forcée d'écouter les sermons obligatoires, en face de la petite église San Gregorio della Divina Pietà, juste à l'extérieur du mur.
Au moment de sa construction, dans le ghetto - comme presque partout à Rome - il n'y avait pas d'eau fraîche. Quelques années plus tard, les papes font construire plusieurs fontaines dans le rione.
La communauté juive dans le ghetto ne cesse de grandir : il y a une forte surpopulation. Étant donné que la zone ne peut s'étendre horizontalement, les Juifs construisent des ajouts verticaux sur leurs maisons, qui empêchent le soleil d'atteindre les rues, déjà humides et étroites. Le grand nombre de personnes qui vit dans un si petit espace, ainsi que la pauvreté de la population, causent des conditions d'hygiène épouvantables.
Le quartier, s'étendant très bas et près du Tibre, est souvent inondé. Au cours de l'épidémie de peste de 1656, 800 des 4 000 habitants en meurent. Sant'Angelo, qui est le rione avec la plus petite superficie, est également, en raison de la présence du ghetto, celui qui a la plus forte densité de population.

## Abolition du ghetto

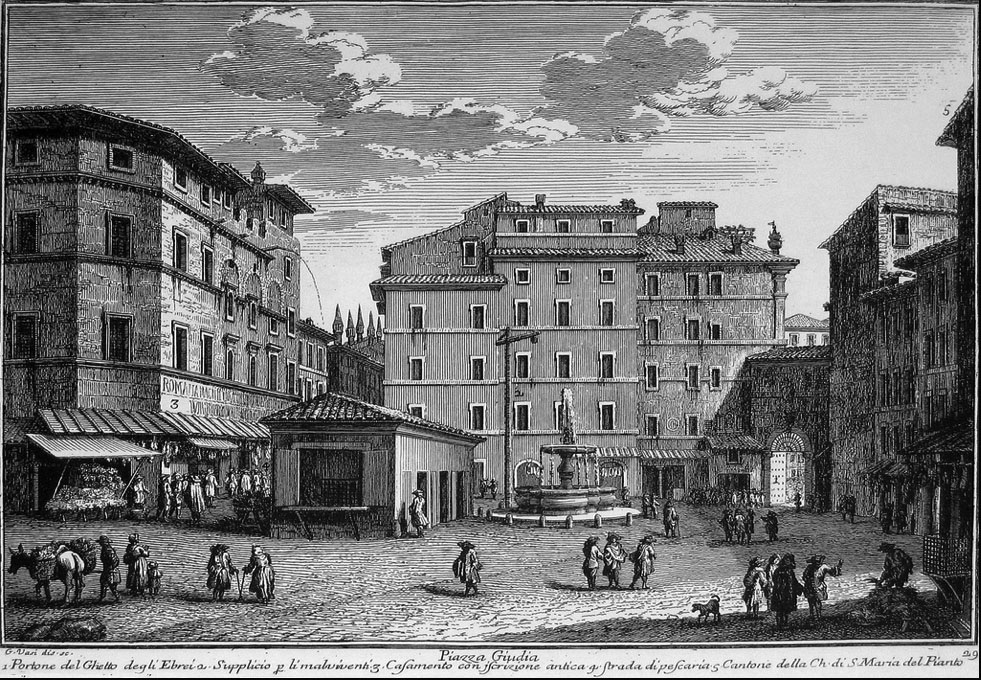
La piazza Giudia, montrant la porte du ghetto (à droite), le poste de police et la potence - Gravure de Giuseppe Vasi, Delle Magnificenze di Roma antica e moderna : Tome II, Le Piazze principali di Roma, con obelischi, ed altri colonne ornamenti. Roma: Stamperia degli eredi Barbiellini (1752).

Le 10 février 1798, les troupes françaises, commandées par le général Louis-Alexandre Berthier, entrent dans la ville. Le 15 février, la première République romaine est proclamée, le 17 du même mois dans le ghetto, sur la Piazza delle Cinque Scole (en français : place des Cinq Synagogues), un arbre de la liberté est planté. Le 20 février, le pape Pie VI est contraint de quitter Rome et le lendemain, à Monte Cavallo, le commandant français proclame l'égalité des droits des Juifs et leur pleine citoyenneté.
Toutefois, lorsque les États pontificaux sont restaurés en 1799, le ghetto est rétabli et les Juifs qui l'avaient quitté sont contraints de retourner dans le ghetto.
En 1825, sous le pontificat de Léon XII, le ghetto, dont la population a considérablement augmenté, est encore agrandi.

Visitant Rome en 1832, le pèlerin chrétien Joseph d'Avenel rapporte :
« J'arrivai bientôt au champ des Fleurs, qui semble ainsi appelé pour faire ressortir ce qu'il y a de sinistre dans les noms des places et des rues du Ghetto. De la rue des Fleurs, on gagne la place des Larmes (piazza del Pianto)… À l'église Saint-Michel, pendant longtemps un Dominicain faisait tous les quinze jours aux juifs un sermon en italien ; il le commençait par un verset de la Bible qu'il traduisait de l'hébreu. Trois cents juifs étaient forcés d'assister à ses prédications ; mais elles étaient stériles : elles ont cessé. Souvent il arrive que les juifs, portant un mort au cimetière, sont accompagnés par les huées du peuple romain… Tous les soirs, les portes du Ghetto se referment sur les juifs comme sur un troupeau parqué. Presque tous ici vendent de vieux habits, et les rues du Ghetto en sont tapissées. Il y a quelques années, ils demandèrent à étendre leur quartier trop resserré ; mais les Transteverins marchèrent vers le Ghetto avec du bois et du feu, et on ne le sauva de l'incendie qu'avec de grands efforts. »
Le 17 avril 1847, un groupe de jeunes du Trastevere brise les portes du ghetto après y avoir été enfermé pour la nuit.
 
En 1848, au début de son pontificat, Pie IX ordonne de démolir le mur qui entoure le ghetto et permet aux Juifs de vivre à l'extérieur du ghetto. Cependant, après son retour d'exil en 1850, et après l'écrasement de la République romaine qui avait décidé de fortes mesures contre l’Église, le pape émet une série de mesures anti-libérales et notamment la réintégration du ghetto. La taxe juive est abolie en 1850.

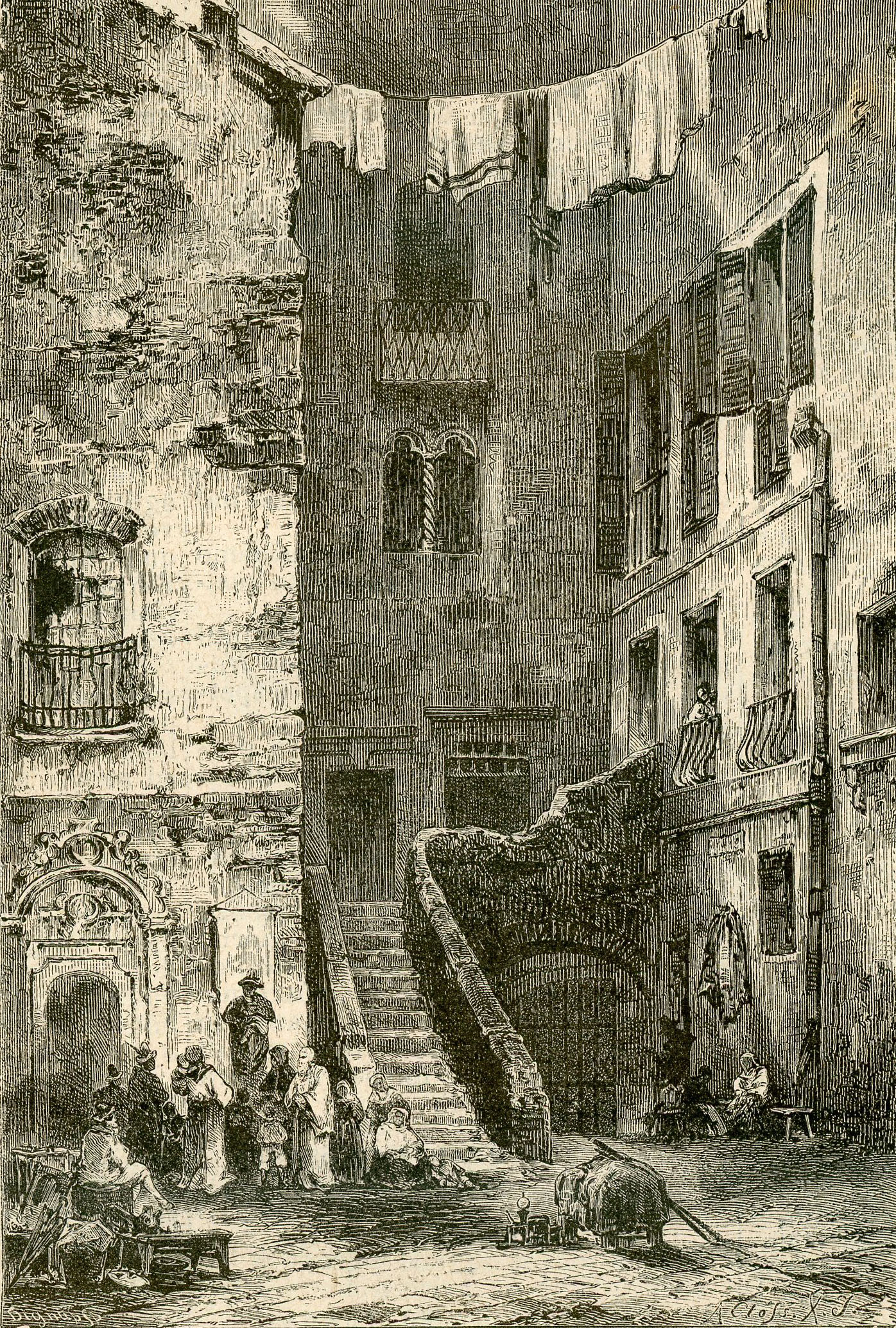
Roma: una via del Ghetto che si vuole atterrare par Gustav Adolf Closs (1884)

Le 20 septembre 1870, c'est à un Juif que revient l'honneur de commander la batterie de canons qui ouvrent une brèche dans les murs de Rome, à Porta Pia, et l'annexion de la ville au royaume d'Italie, qui met fin au pouvoir temporel des papes. Le ghetto est finalement aboli et les Juifs traités comme tout autres citoyens italiens.
En 1888, avec la mise en œuvre du nouveau plan directeur de la capitale, la plupart des anciennes rues et anciens bâtiments du ghetto, malsains et manquant d'installations sanitaires, sont démolis. Trois nouvelles rues sont créées : Via del Portico d'Ottavia (à la place de la vieille via della Pescheria), la via Catalana et la via del Tempio.
En 1889, un concours est organisé pour la construction de la nouvelle synagogue et deux projets sont sélectionnés. En 1897, la communauté juive achète à la ville de Rome, la zone située entre Lungotevere Cenci et la Via del Portico d'Ottavia, libérée lors des précédentes démolitions, afin d'y construire le temple. Il s'agit de l'emplacement de l'ancienne synagogue du ghetto. En 1899, le projet des architectes Vincenzo Costa et Osvaldo Armanni est choisi. Les travaux commencent en 1901, s'achèvent en 1904 et le 29 juillet de la même année, la grande synagogue de Rome est inaugurée. Au sous-sol du bâtiment, le musée juif de Rome est aménagé.
Le ghetto de Rome est le dernier des ghettos d'Europe occidentale jusqu'à ce qu'ils soient rétablis par l'Allemagne nazie dans les années 1930.

## Occupation nazie

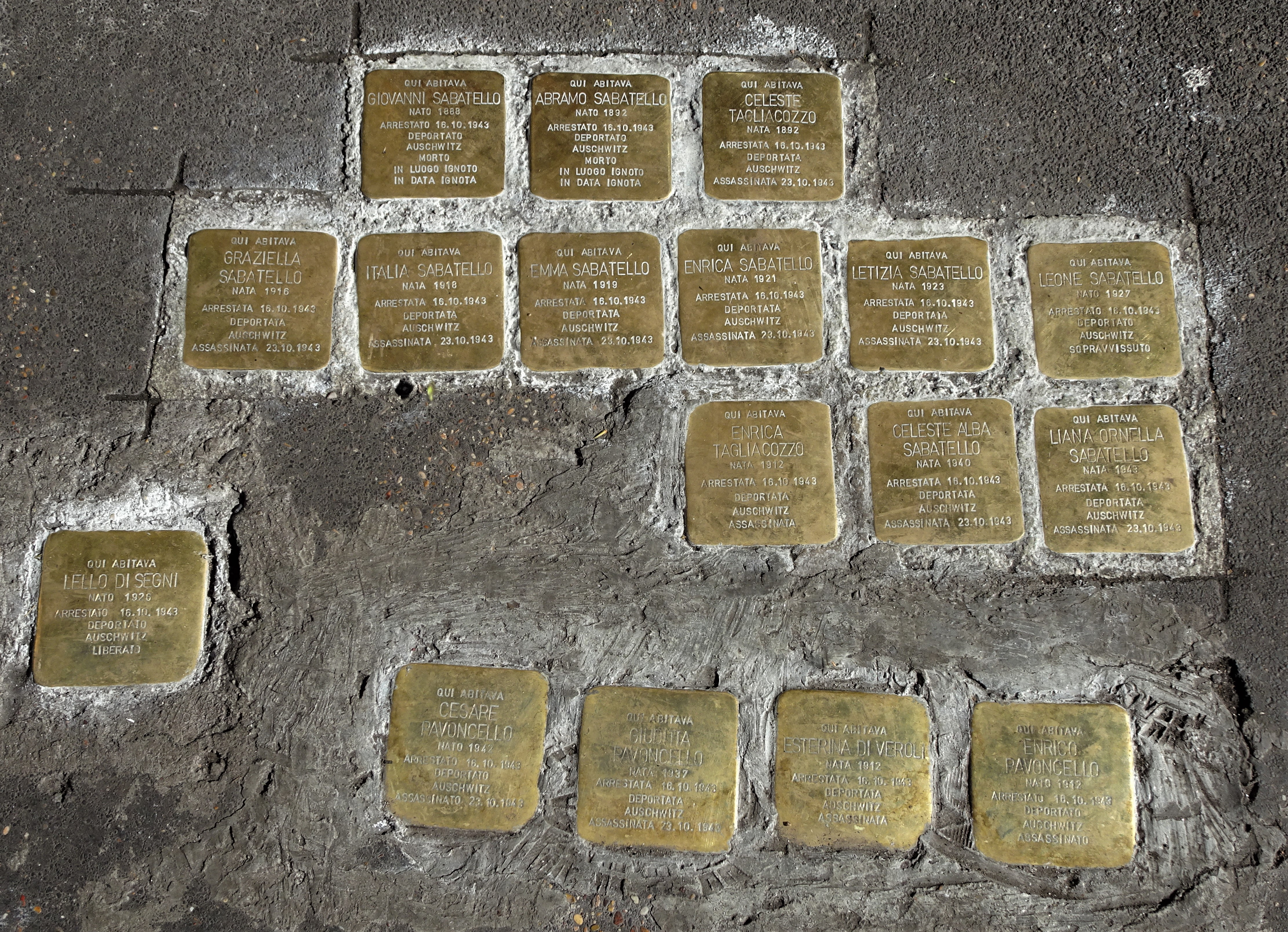
Pierres d'achoppement commémoratives à Via del Portico d'Ottavia.

Le samedi 16 octobre 1943, soit près d'un mois après le début de la Shoah en Italie, les nazis mènent un raid qui, tout en affectant de nombreux autres quartiers de Rome, a son épicentre dans l'ancien ghetto, où plus d'un millier de Juifs sont capturés.
Après avoir encerclé le quartier, dès les premières lueurs du jour, les SS arrêtent de nombreuses personnes, en particulier via del Portico d'Ottavia. La rafle conduit à l'arrestation de 1 259 personnes. Finalement, 1 023 Juifs sont transférés à la gare de Tiburtina et chargés dans un convoi de 18 wagons à bestiaux. Le convoi part le 18 octobre vers le camp d'extermination d'Auschwitz, où il arrive le 22 octobre.
Seuls dix-sept déportés survivront, dont une femme mais aucun enfant.

## Héritage

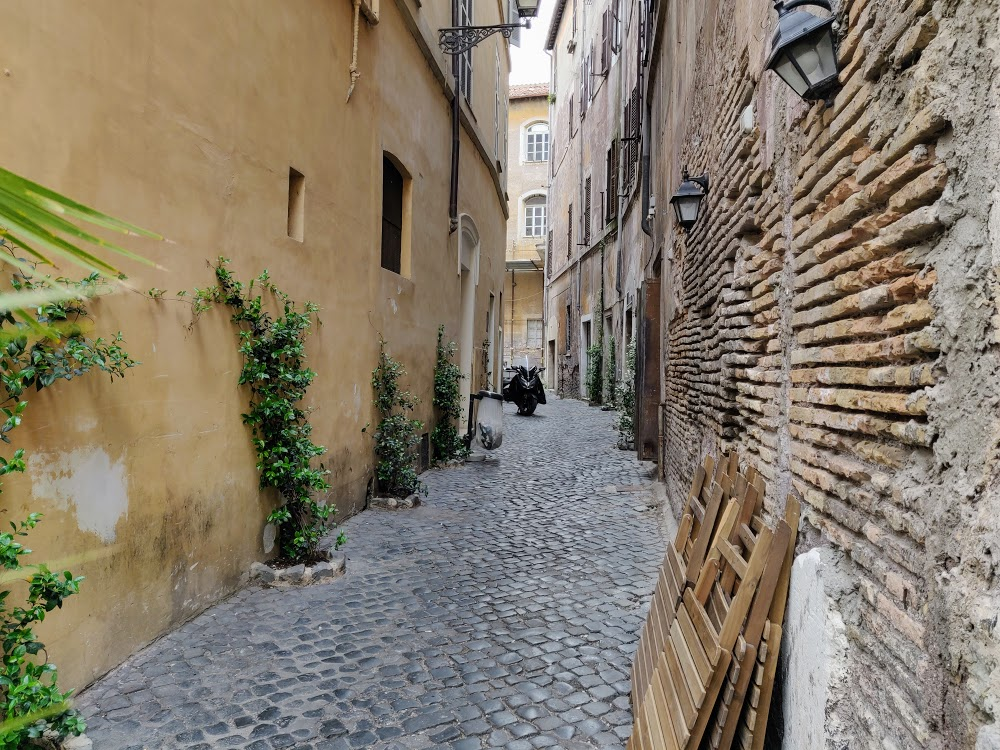
Ruelle du ghetto de Rome

Après trois cents ans d'isolement du reste de la ville, les Juifs du ghetto de Rome ont développé leur propre dialecte, connu sous le nom de Giudeo-romanesco, qui diffère du dialecte du reste de la ville dans sa préservation des formes dialectiques du XVIe siècle et son utilisation libérale de mots hébraïques romanisés.
Aujourd'hui, le quartier de l'ancien ghetto est le siège de la synagogue de Rome. Il subsiste un morceau du mur du ghetto, préservé dans le mur de l'une des cours de la Piazza delle Cinque Scole.

## Filmographie
- L'Oro di Roma (1961) (L'Or de Rome), de Carlo Lizzani qui décrit les évènements de septembre-octobre 1943, les cinquante kilos d'or extorqués à la communauté juive romaine et la rafle du ghetto avec la déportation des Juifs par les nazis.
- Enquête sur un citoyen au-dessus de tout soupçon (1970), d'Elio Petri, certaines scènes sont tournées via del Tempio 1, où se trouve la maison de la victime Augusta Terzi (joué par Florinda Bolkan).
- La Fenêtre d'en face (2003), de Ferzan Özpetek : l'ancien boulanger juif Davide Veroli, interprété par Massimo Girotti, est hanté par le souvenir de la rafle du ghetto, où il a perdu son seul amour.

## Galerie

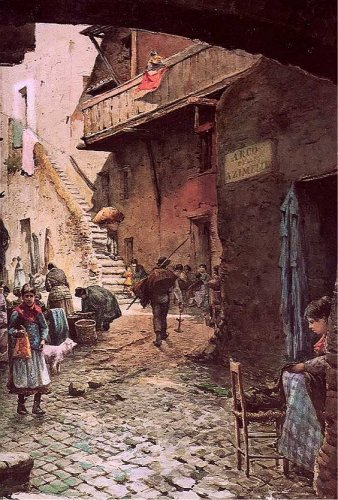
Ghetto disparu : Arco delle Azimelle aquarelle d'Ettore Roesler Franz (vers 1880) L'Azimelle est du pain juif sans levain, qui était produit dans une boulangerie de cette voie.
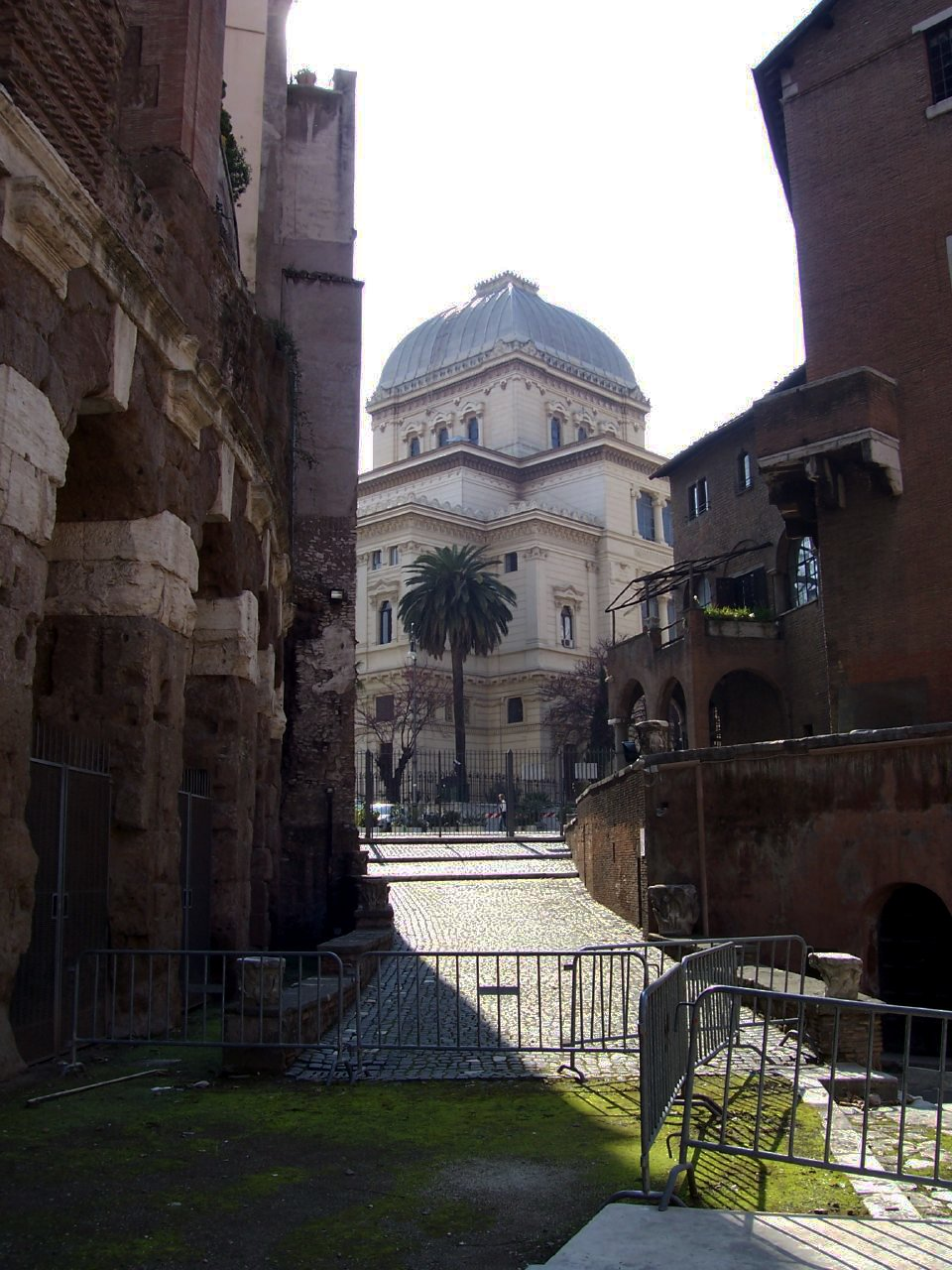
Grande synagogue de Rome située sur l'emplacement de l'ancienne synagogue du ghetto de Rome
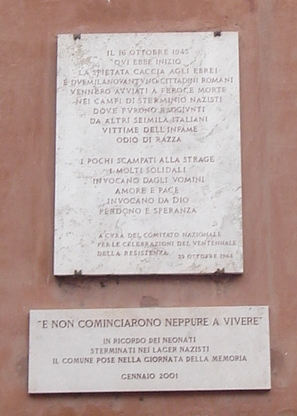
Plaque commémorative de la déportation du 16 octobre 1943